# Раздел Римской империи

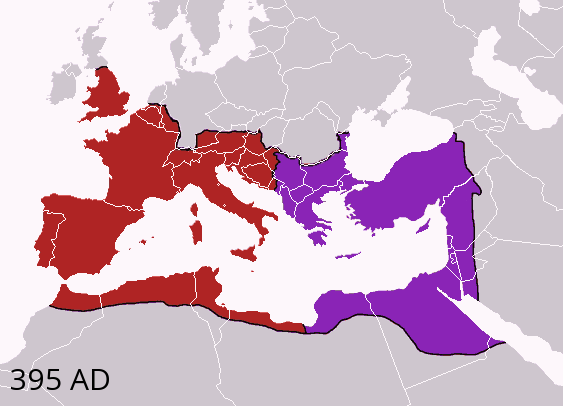
Карта, показывающая разделение империи между сыновьями Феодосия Великого

Раздел Римской империи — событие, произошедшее в 395 году после смерти римского императора Феодосия I, заключавшееся в распаде империи на Западную и Восточную части, в каждой из которых у власти стоял свой император. Восточная часть просуществовала свыше тысячи лет в качестве Византийской империи, а западная вскоре пришла в упадок.
Правителем Восточной Римской империи стал старший сын Феодосия Флавий Аркадий, тогда как правителем Западной — его младший сын Флавий Гонорий Август. Столицей Восточной империи стал Константинополь, тогда как император Запада проживал сначала в Медиолане (современном Милане), впоследствии большей частью в Равенне и лишь изредка в Риме. Однако Западная и Восточная Римские империи не рассматривались как два отдельных государства, продолжая составлять неделимую в понимании тогдашнего общества единую Римскую империю (причём такое её восприятие сохранялось и на протяжении долгого времени после падения Западной империи), а оба действующих императора воспринимались как соправители. В связи с этим некоторые историки считают более правильно говорить о разделении императорского правления в Римской империи, но не о разделе государства как такового.
Разделение Римской империи также иногда рассматривается как предпосылка для случившегося через несколько столетий раскола христианской церкви на католическую и православную.